# 盛彦师
盛彦师（？—622年），隋唐之际宋州虞城（今河南省虞城县）人。大业年间，为澄城县长。617年，李渊起兵军队至汾阴，盛彦师率门客千余人渡河投奔，拜银青光禄大夫、行军总管，从平京城。618年，李建成、李世民东征回师，留他与史万宝镇宜阳（今河南省宜阳县西）抵拒王世充。
十二月三十，李密东走，想脱离唐朝，史万宝认为憑李密的才能加之有王伯当的帮助，李密是不能战胜的。盛彦师不同意，他以为李密声称是去洛州（今河南省洛阳市），其实是到襄城（今河南省汝州市）投奔张善相，于是在熊耳山的山间小路截击，结果杀死李密和王伯当。盛彦师以功赐爵葛国公，仍领熊州（宜阳）。之后，参与平定王世充的战役，镇守伊阙，绝王世充山南之路。官至宋州（今河南省商丘市）总管。盛彦师被徐圆朗俘虏，坚决不降。唐灭徐圆朗，盛彦师得还。谭州（今山东省济南市平陵城）刺史李义满与齐州（今山东省济南市）总管王薄有矛盾，没有借给他军粮。盛彦师将李义满投入监狱，朝廷释放的诏书没到，李义满就因气愤，死于狱中，武德五年（622年）三月十七，途经谭州的王薄被李义满兄子李武意杀害，朝廷追究，处死了盛彦师。

## 延伸阅读
[在维基数据编辑]
 《新唐書·卷094》，出自《新唐書》